# Mohamed Khamis Khalaf
Mohamed Khamis Khalaf (ur. 23 lutego 1969) – emiracki sztangista, dwukrotny mistrz paraolimpijski, medalista mistrzostw świata. Brał udział w igrzyskach w Sydney, Atenach, Pekinie, Londynie i Rio de Janeiro, szejk.
Pierwszy sportowiec ze Zjednoczonych Emiratów Arabskich, który zdobył złoty medal na paraolimpiadzie.

## Życiorys

### Początki
Pochodzi z Kataru, skąd w wieku 10 lat przeprowadził się do Abu Zabi wraz z rodziną.
W dzieciństwie zachorował na polio, co spowodowało porażenie nerwów dolnych kończyn. Zawodnik z tego powodu zmuszony jest poruszać się na wózku inwalidzkim. Przez dziesięć lat uczył się w domu, ponieważ jego rodzina obawiała się, że społeczeństwo będzie drwić z jego stanu zdrowia.
W czasie studiów w Abu Zabi, koledzy zachęcili go do rozpoczęcia uprawiania sportu. Zaczynał jako lekkoatleta, startując w wyścigach na wózkach. Został zauważony przez Tito Kassema, który zachęcił go do spróbowania sił w podnoszeniu ciężarów. Treningi rozpoczął w 1992 roku w klubie Dubai Sports Club Special, do dalszych treningów mobilizował go również wujek. Sam sztangista mówił: „W dniu, w którym spróbowałem, zobaczyłem po raz pierwszy, że osoba niepełnosprawna nie tylko uprawia sport dla zabawy. Potrafi naprawdę trenować i rywalizować. Zakochałem się w tym sporcie. Symbolizuje wyzwanie i siłę. Jeśli nie trenujesz przez tydzień, musisz wrócić i zacząć od podstaw. Dlatego podziwiam ten sport – bo nigdy nie możesz przestać”.

### Mistrzostwa świata
Jako senior zadebiutował w 1998 roku na mistrzostwach świata w Mumbaju. Zajął dziewiąte miejsce wśród 24 zawodników. W 2002 roku w Kuala Lumpur zdobył brązowy medal w kategorii do 82,5 kg. Cztery lata później udało mu się zająć drugie miejsce i zostać srebrnym medalistą mistrzostw świata, startując w kategorii do 90 kg.
W 2014 roku zdobył złoty medal na igrzyskach azjatyckich w kategorii do 97 kilogramów.

### Igrzyska paraolimpijskie

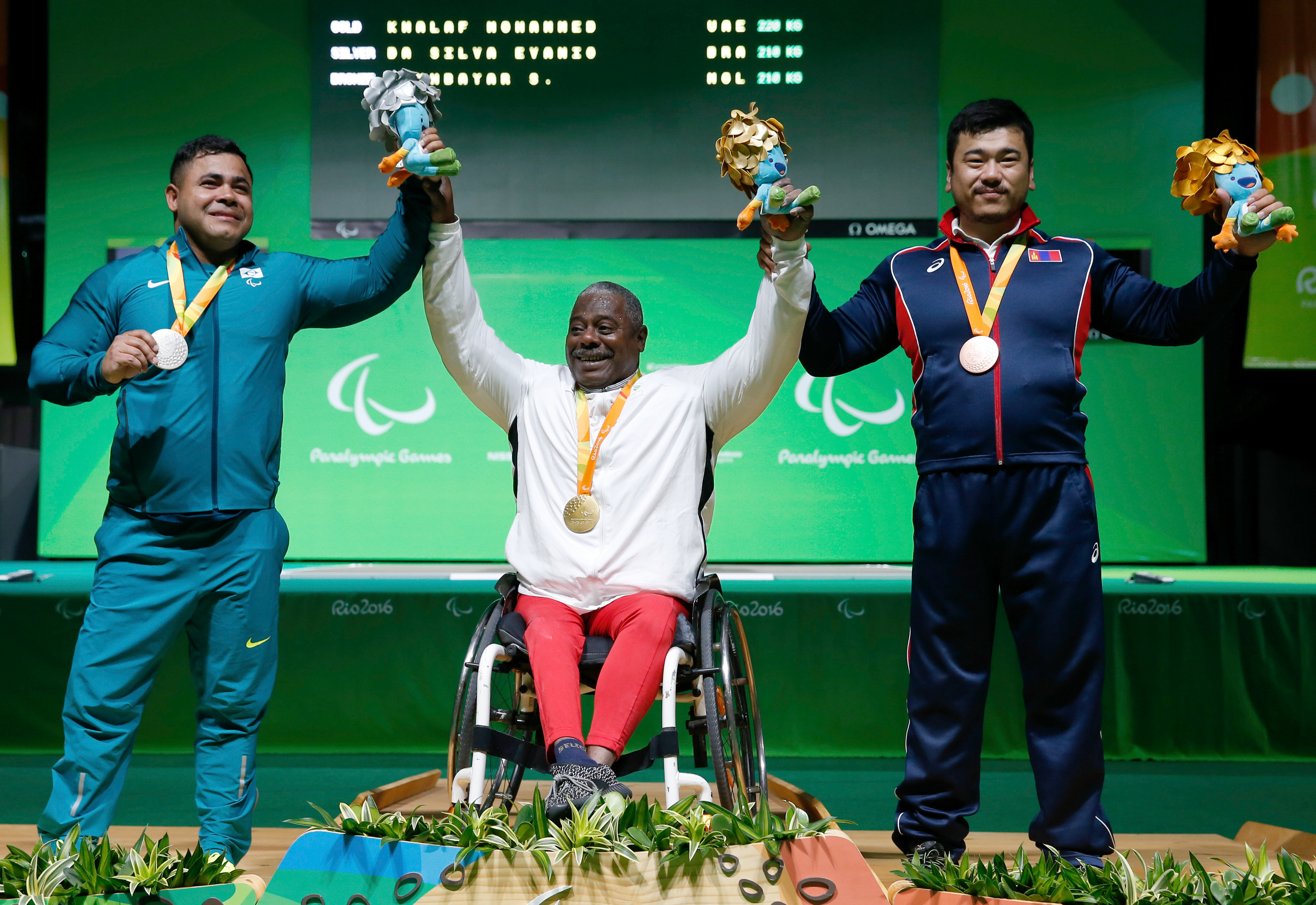
Khalaf po zdobyciu złota w Rio de Janeiro (2016) Od lewej: Silva, Khalaf, Enkhbayar

Na swoich pierwszych igrzyskach zajął 4. miejsce, uzyskując wynik 205 kg. Podczas kolejnej paraolimpiady udało mu się zdobyć złoty medal paraolimpijski w kategorii do 82,5 kg. Stał się wtedy pierwszym emirackim paraolimpijczykiem, który zdobył złoty medal. W Pekinie w 2008 roku, brał udział w kolejnej edycji paraolimpiady. W igrzyskach startował z kontuzją, mimo tego udało mu się zdobyć srebrny medal paraolimpijski, ulegając jedynie debiutantowi z Chin, Cai Huichao. Cztery lata później w Londynie, podczas ceremonii otwarcia niósł flagę Zjednoczonych Emiratów Arabskich jako chorąży reprezentacji narodowej. Startował w kategorii do 90 kg, jednak nie udało mu się zdobyć medalu. W Rio de Janeiro ponownie wystartował, tym razem w kategorii do 88 kg. Z wynikiem 220 kg zdobył złoto i pokonał swoich rywali Evanio da Silvę i Adnoompiljee Enkhbayara o ponad 10 kg. Niedługo później został zaproszony wraz innym reprezentantem Zjednoczonych Emiratów Arabskich Mohammedem Hammadim, do pałacu Za'abeel, gdzie premier kraju Raszid Al Maktum osobiście podziękował im za osiągnięcia sportowe.
Al-Arabija uznała go za jednego z dziesięciu najlepszych arabskich sportowców w 2016 roku.